# Jiřetín pod Bukovou
Jiřetín pod Bukovou (niem. Georgenthal) – gmina w Czechach w powiecie Jablonec nad Nysą w kraju libereckim.
1 stycznia 2017 liczyła 471 mieszkańców o średnim wieku 47,6 lat.
Pierwsza wzmianka o miejscowości pochodzi z roku 1654.